# Halfaxa
Halfaxa es el segundo álbum de estudio de la cantante  Grimes de música electrónica.  Fue lanzado en Canadá el 5 de octubre de 2010, por Arbutus Records, y en Reino Unido y Europa continental en mayo de 2011 por Lo Recordings.

## Composición
Halfaxa ha sido descrito como un lanzamiento de goth-pop, witch house, dark wave, y glo-fi, así como con influencias de glitch pop, R&B, techno, industrial, y electro. Grimes ha dicho que Halfaxa fue creado para "evocar el sentimiento de creer en Dios de una manera muy cristiana medieval", y lo ha descrito como su álbum de "medieval".

## Lista de canciones
```

```

Todas las canciones escritas y compuestas por  Claire Boucher. 
| N.º   | Título | Duración |  |
| 1.    | «Outer» | 1:11     |  |
| 2.    | «Intro / Flowers» (escrito incorrectamente; titulado "Intro / Flowers" en la mayoría de los lanzamientos digitales)        | 2:49     |  |
| 3.    | «Weregild» | 5:13     |  |
| 4.    | «∆∆∆∆Rasik∆∆∆∆» (eliminado de comunicados y publicaciones digitales realizados por Arbutus Records en 2016 y más adelante) | 1:50     |  |
| 5.    | «Heartbeats» (pista adicional exclusiva para los lanzamientos de Lo Recordings)                                            | 4:32     |  |
| 6.    | «Sagrad Прекрасный» | 5:11     |  |
| 7.    | «Dragvandil» | 1:38     |  |
| 8.    | «Devon» | 4:30     |  |
| 9.    | «Dream Fortress» | 5:00     |  |
| 10.   | «World ♡ Princess» | 4:40     |  |
| 11.   | «† River †» | 1:56     |  |
| 12.   | «Swan Song» | 3:05     |  |
| 13.   | «≈Ω≈Ω≈Ω≈Ω≈Ω≈Ω≈Ω≈Ω≈» (titulado como "Omega" en algunas versiones)                                                           | 2:13     |  |
| 14.   | «My Sister Says the Saddest Things»                                                                                        | 4:11     |  |
| 15.   | «Hallways» | 5:43     |  |
| 16.   | «Favriel» | 2:35     |  |
| 56:17 | |          |  |

Notas
- En la versión de Lo Recordings, las pistas: 1, 2, 4, 6 están estilizadas en minúsculas y 9, 10 están estilizadas como "Dreamfortress" y "world ♡ princess".

## Personal
Créditos adaptados de las notas de "Halfaxa".
- Grimes - voz, producción, composición, ilustraciones
- Jasper Baydala - diseño
- Sebastian Cowan - masterización  (pistas 1–4, pistas 6–16)
- Antony Ryan - masterización  (pista 5)

## Historial de lanzamientos
| País           | Fecha                    | Etiqueta        | Formato(s)       |
| -------------- | ------------------------ | --------------- | ---------------- |
| Canadá         | 30 de septiembre de 2010 | Arbutus Records | Descarga digital |
| Estados Unidos | 30 de septiembre de 2010 | Arbutus Records | Descarga digital |
| Canadá         | 5 de octubre de 2010     | Arbutus Records | CD               |
| Australia      | 28 de febrero de 2011    | Lo Recordings   | Descarga digital |
| Francia        | 28 de febrero de 2011    | Lo Recordings   | Descarga digital |
| Alemania       | 28 de febrero de 2011    | Lo Recordings   | Descarga digital |
| Reino Unido    | 28 de febrero de 2011    | Lo Recordings   | Descarga digital |
| Alemania       | 11 de marzo de 2011      | Lo Recordings   | CD               |
| Reino Unido    | 14 de marzo de 2011      | Lo Recordings   | CD, LP           |
| Francia        | 16 de marzo de 2011      | Loreley         | CD, LP           |
| Australia      | 30 de marzo de 2011      | Lo Recordings   | CD               |
| Alemania       | 22 de abril de 2011      | Lo Recordings   | LP               |
| Estados Unidos | 31 de enero de 2012      | Arbutus Records | CD               |
| Estados Unidos | 1 de abril de 2016       | Arbutus Records | LP               |